# Chelecala trefoliata
Chelecala trefoliata är en fjärilsart som beskrevs av Butler 1898. Chelecala trefoliata ingår i släktet Chelecala och familjen nattflyn. Inga underarter finns listade i Catalogue of Life.